# 五十K
五十K是一种扑克玩法，起源自浙江温岭，之后流行于中国各地成为常见扑克游戏之一。其特点在于以五、十、K三张牌同时出示为最大。除非有“炸”（四张一样的牌同出）。三张牌一个花色叫“真五十K”。三张牌不同花色时叫“假五十K”。最后看个人（伙）分数决定胜利。

## 人数
游戏人数为3或4人，不过3人是独自争斗，4人是合作争斗，因此两者规则略有不同。

## 规则
- 使用一副无大小王的扑克牌（52张）；
- 确定庄家和闲家，然后洗牌后轮流发牌，其中庄家18张，闲家各17张（3人规则）或者每人都13张（4人规则），手中持红桃3的先出牌（但没规定必须先出红桃3）；
- 出牌为逆时针顺序，如果下一家的牌型大于上一家，则有出牌的权利，并出符合规定的牌型。而如果不能出或者不选择出则放弃本次出牌权利；
- 5、10、K为计分牌，分别代表5、10、10分，如果其他人都放弃出牌，则打出来的计分牌归属于最后出牌者；
- 一家出完后，其他几家继续轮流出牌（包括倒数第二个出完牌的最后一名还能出一次牌）；
- 出完的一家无人接，则出完一家的下家开始出牌；
- 对于3人规则，最后没出牌的一方要付给最先出完牌的一方20分，若最后没出的牌当中含有计分牌，则在此基础上扣未出的计分牌的总和；
- 对于4人规则，坐在相对的两个人为一组，最后没有出完牌的一人或组要扣20分，第一名得20分，最后没有出完牌的一人或组手中有未出完的计分牌也要扣分；
- 所有计分牌都归属于一家或一组则分数翻倍。

## 普通牌型
- 单张：只有一张牌，如3；
- 对子：两张点数相同的牌，如33；
- 三张：三张点数相同的牌，如333；
- 三带一：三张+单张，如3334；
- 三带二：三张+对子，如33344；
- 顺子：五张或以上点数相连的牌（2不能出现在顺子等相连类的牌型，下同），如34567；
- 连对：两组或以上点数相连的对子，如3344（与斗地主的连对至少要三组不同）；
- 三顺：两组或以上点数相连的三张，如333444；
- 三顺带一：三顺+任意单张（单张可以不连，但数量与三顺相匹配），如33344456；
- 三顺带二：三顺+任意对子（对子可以不连，但数量与三顺相匹配），如3334445566。

## 特殊牌型
- 假五十K：仅以5、10、K三张相凑的牌型，花色不完全相同；
- 真五十K：5、10、K三张相凑并花色完全相同的牌型；
- 炸弹：四张点数相同的牌。

## 牌型比较
- 炸弹＞真五十K＞假五十K＞普通牌型；
- 点数比较：2＞A＞K＞Q＞J＞10＞……＞3；
- 同为炸弹的，点数大的牌型大；同为真五十K的，依花色黑桃＞红心＞梅花＞方块决定大小；假五十K不能比较大小；
- 普通牌型只有牌型相同并张数相同才能比较大小，牌型的“带”字后面的牌不参与比较。